# Rok Zavrtanik
Rok Zavrtanik, direktor založbe Sanje, urednik, samostojni ustvarjalec, pesnik, esejist, aktiven na področju kulturnih projektov od konca 1980-ih.

## Kariera
Na Filozofski fakulteti Univerze v Ljubljani je študiral  filozofijo in primerjalno književnost. Kot študent je začel aktivno objavljati v nacionalnih literarnih medijih, predvsem poezijo, kratke zgodbe in eseje, npr. v revijah Literatura, Tribuna, Mladina, Nova revija, Teleks, Delo - Sobotna priloga in na Radiu Študent.
V začetku devetdesetih se je vključil v Mrežo za Metelkovo in aktivno sodeloval pri vzpostavitvi Metelkove kot avtonomne cone umetnosti. Bil je direktor zavoda za kreativno produkcijo Emzin in urednik revije Emzin, revije s področja kulture in grafičnega oblikovanja. Leta 1993 je ustanovil in prva leta tudi vodil projekt Fotografija leta.
Leta 1997 je ustanovil založbo Sanje, katere direktor je še danes. V uredniški karieri je uredil in oblikoval več kot 400 naslovov, 50 glasbenih albumov in zvočnih knjig. Leta 2009 je ustanovil Knjigarno Sanje, od leta 2011 Hiša sanjajočih knjig.
Leta 2010 so mu na Slovenskem knjižnem sejmu podelili nagrado Založnik leta 2009.
Je pobudnik in umetniški vodja Festivala Sanje. Je tudi pobudnik izvedbe mednarodnega projekta Book Night International v Sloveniji.
Leta 2006 je sprožil pobudo proti davku na knjigo skupaj s Peticijo proti davku na knjigo in leta 2013 pobudo Skupaj za knjigo – zavezništvo za skupino MKZ.
V slovenskem javnem prostoru se redno pojavlja kot eden izmed pobudnikov in organizatorjev Mreže za neposredno demokracijo (skupaj z Vesno Bukovec), umetniško protestniškega gibanja Protestival (skupaj z Matijo Solcetom), Skupščine ljudstva Republike Slovenije  in Zavezništva 6. maja.

## Drugo
Od leta 2014 je član svetovalnega odbora mednarodne pobude IMMI International modern media initiative.
Nastopil je v TV nadaljevanki Geniji ali genijalci (Vuk Babić, 1985) in v filmu Prestop (Matija Milčinski, 1990).